# Nolathripa nakagawai
Nolathripa nakagawai är en fjärilsart som beskrevs av Nagano 1918. Nolathripa nakagawai ingår i släktet Nolathripa och familjen trågspinnare. Inga underarter finns listade i Catalogue of Life.